# Les Protocoles de la rumeur
Pour l’article homonyme, voir Les Protocoles des Sages de Sion.
Pour plus de détails, voir Fiche technique et Distribution.
Les Protocoles de la rumeur est un documentaire américain de Marc Levin sorti en 2005, sur la résurgence de l'antisémitisme en Amérique après les attentats du 11 septembre 2001.

## Festivals
- 2005 : Sundance Film Festival
- 2005 : Berlin Film Festival
- 2005 : Chicago International Film Festival: Gold Hugo - Meilleur documentaire (nommé)
- 2005 : Los Angeles Jewish Film Festival
- 2006 : AJC Seattle Jewish Film Festival